# Mesogonia suspecta
Mesogonia suspecta är en insektsart som beskrevs av Young 1977. Mesogonia suspecta ingår i släktet Mesogonia och familjen dvärgstritar. Inga underarter finns listade i Catalogue of Life.